# Canton de Mitry-Mory
Le canton de Mitry-Mory est une division administrative française, située dans le département de Seine-et-Marne et la région Île-de-France.

## Historique
Le canton de Mitry-Mory a été créé à partir du canton de Claye-Souilly par décret du 27 janvier 1982 du fait de la forte croissance démographique de la région.
À la suite du redécoupage cantonal de 2014, les limites territoriales du canton sont remaniées. Le nombre de communes du canton passe de 13 à 19.

## Représentation

### Représentation avant 2015
| Période | Période | Identité                   | Étiquette | Qualité                                                                                                   |
| ------- | ------- | -------------------------- | --------- | --- |
| 1982    | 1994    | Noël Fraboulet (1924-2009) | PCF       | Cheminot Maire de Mitry-Mory (1971-1991) Ancien conseiller général du Canton de Claye-Souilly (1976-1982) |
| 1994    | 2015    | Jean-Pierre Bontoux        | PCF       | Technicien Maire de Mitry-Mory (1991-2005) Vice-Président du Conseil général                              |

### Représentation depuis 2015
| Période élective | Période élective | Mandat         | Mandat         | Identité          | Nuance | Nuance | Qualité |
| ---------------- | ---------------- | -------------- | -------------- | ----------------- | ------ | ------ | --- |
| 2015             | 2021             | 2015           | 2021           | Bernard Corneille |        | DVG    | Professeur Maire d'Othis depuis 2008 Ancien conseiller général du Canton de Dammartin-en-Goële (2008-2015) |
| 2015             | 2021             | 2015           | 2021           | Marianne Margaté  |        | PCF    | Cadre territorial 1re adjointe au maire de Mitry-Mory                                                      |
| 2021             | 2028             | 2021           | en cours       | Anthony Gratacos  |        | DVG    | Chef d'entreprise, conseiller municipal (opposition) à Moussy-le-Neuf Membre de la GRS                     |
| 2021             | 2028             | 2021           | 9 octobre 2023 | Marianne Margaté  |        | PCF    | Conseillère sortante Démissionnaire après son élection en tant que sénatrice                               |
| 2021             | 2028             | 9 octobre 2023 | en cours       | Nathalie Moine    |        | DVG    | Membre de la GRS                                                                                           |

### Résultats détaillés

#### Élections de mars 2015
À l'issue du 1er tour des élections départementales de 2015, deux binômes sont en ballottage : Catherine Gaffet et Stéphane Rumiej (FN, 35,93 %) et Bernard Corneille et Marianne Margaté (DVG, 27,73 %). Le taux de participation est de 45,87 % (17 244 votants sur 37 593 inscrits) contre 44,94 % au niveau départemental et 50,17 % au niveau national.
Au second tour, Bernard Corneille et Marianne Margaté (DVG) sont élus avec 54,66 % des suffrages exprimés et un taux de participation de 47,7 % (9 109 voix pour 17 932 votants et 37 596 inscrits).

#### Élections de juin 2021
Le premier tour des élections départementales de 2021 est marqué par un très faible taux de participation (33,26 % au niveau national). Dans le canton de Mitry-Mory, ce taux de participation est de 25,89 % (10 154 votants sur 39 217 inscrits) contre 27,81 % au niveau départemental. À l'issue de ce premier tour, deux binômes sont en ballottage : Anthony Gratacos et Marianne Margaté (Union à gauche, 31,17 %) et Didier Bernard et Béatrice Roullaud (RN, 28,17 %).
Le second tour des élections est marqué une nouvelle fois par une abstention massive équivalente au premier tour. Les taux de participation sont de 34,36 % au niveau national, 30,02 % dans le département et 28,25 % dans le canton de Mitry-Mory. Anthony Gratacos et Marianne Margaté (Union à gauche) sont élus avec 58,78 % des suffrages exprimés (5 934 voix pour 11 080 votants et 39 227 inscrits),,. 

## Composition

### Composition avant 2015
Le canton de Mitry-Mory regroupait treize communes.
| Nom                    | Code Insee | Codepostal | Superficie (km2) | Population (dernière pop. légale) | Densité (hab./km2) |
| ---------------------- | ---------- | ---------- | ---------------- | --------------------------------- | ------------------ |
| Mitry-Mory (chef-lieu) | 77294      | 77290      | 29,95            | 19 147 (2012)                     | 639                |
| Charmentray            | 77094      | 77410      | 4,67             | 270 (2012)                        | 58                 |
| Charny                 | 77095      | 77410      | 12,54            | 1 237 (2012)                      | 99                 |
| Compans                | 77123      | 77290      | 5,30             | 795 (2012)                        | 150                |
| Fresnes-sur-Marne      | 77196      | 77410      | 7,46             | 670 (2012)                        | 90                 |
| Gressy                 | 77214      | 77410      | 3,34             | 893 (2012)                        | 267                |
| Iverny                 | 77233      | 77165      | 1,76             | 581 (2012)                        | 330                |
| Le Plessis-aux-Bois    | 77364      | 77165      | 3,41             | 249 (2012)                        | 73                 |
| Messy                  | 77292      | 77410      | 10,32            | 1 105 (2012)                      | 107                |
| Nantouillet            | 77332      | 77230      | 5,15             | 273 (2012)                        | 53                 |
| Précy-sur-Marne        | 77376      | 77410      | 4,81             | 794 (2012)                        | 165                |
| Saint-Mesmes           | 77427      | 77410      | 7,69             | 587 (2012)                        | 76                 |
| Villeroy               | 77515      | 77410      | 5,71             | 706 (2012)                        | 124                |

### Composition depuis 2015
Le canton de Mitry-Mory regroupe désormais dix-neuf communes.
| Nom                                | Code Insee | Intercommunalité              | Superficie (km2) | Population (dernière pop. légale) | Densité (hab./km2) | Modifier                                    |
| ---------------------------------- | ---------- | ----------------------------- | ---------------- | --------------------------------- | ------------------ | ------------------------------------------- |
| Mitry-Mory (bureau centralisateur) | 77294      | CA Roissy Pays de France      | 29,95            | 20 393 (2022)                     | 681                | modifier les données · modifier les données |
| Compans                            | 77123      | CA Roissy Pays de France      | 5,30             | 821 (2022)                        | 155                | modifier les données · modifier les données |
| Dammartin-en-Goële                 | 77153      | CA Roissy Pays de France      | 8,97             | 11 508 (2022)                     | 1 283              | modifier les données · modifier les données |
| Juilly                             | 77241      | CA Roissy Pays de France      | 7,77             | 2 031 (2022)                      | 261                | modifier les données · modifier les données |
| Longperrier                        | 77259      | CA Roissy Pays de France      | 4,63             | 2 911 (2022)                      | 629                | modifier les données · modifier les données |
| Marchémoret                        | 77273      | CC Plaines et Monts de France | 7,04             | 614 (2022)                        | 87                 | modifier les données · modifier les données |
| Mauregard                          | 77282      | CA Roissy Pays de France      | 8,67             | 351 (2022)                        | 40                 | modifier les données · modifier les données |
| Le Mesnil-Amelot                   | 77291      | CA Roissy Pays de France      | 9,84             | 992 (2022)                        | 101                | modifier les données · modifier les données |
| Montgé-en-Goële                    | 77308      | CC Plaines et Monts de France | 11,56            | 724 (2022)                        | 63                 | modifier les données · modifier les données |
| Moussy-le-Neuf                     | 77322      | CA Roissy Pays de France      | 14,81            | 3 255 (2022)                      | 220                | modifier les données · modifier les données |
| Moussy-le-Vieux                    | 77323      | CA Roissy Pays de France      | 7,19             | 1 475 (2022)                      | 205                | modifier les données · modifier les données |
| Nantouillet                        | 77332      | CC Plaines et Monts de France | 5,15             | 303 (2022)                        | 59                 | modifier les données · modifier les données |
| Othis                              | 77349      | CA Roissy Pays de France      | 13,04            | 6 741 (2022)                      | 517                | modifier les données · modifier les données |
| Rouvres                            | 77392      | CA Roissy Pays de France      | 4,14             | 1 021 (2022)                      | 247                | modifier les données · modifier les données |
| Saint-Mard                         | 77420      | CA Roissy Pays de France      | 6,26             | 3 853 (2022)                      | 615                | modifier les données · modifier les données |
| Saint-Pathus                       | 77430      | CC Plaines et Monts de France | 5,36             | 6 478 (2022)                      | 1 209              | modifier les données · modifier les données |
| Thieux                             | 77462      | CA Roissy Pays de France      | 12,07            | 905 (2022)                        | 75                 | modifier les données · modifier les données |
| Villeneuve-sous-Dammartin          | 77511      | CA Roissy Pays de France      | 7,56             | 612 (2022)                        | 81                 | modifier les données · modifier les données |
| Vinantes                           | 77525      | CC Plaines et Monts de France | 5,27             | 380 (2022)                        | 72                 | modifier les données · modifier les données |
| Canton de Mitry-Mory               | 7712       |                               | 174,58           | 65 368 (2022)                     | 374                | modifier les données                        |

## Démographie

### Démographie avant 2015
| 1982   | 1990   | 1999   | 2006   | 2011   | 2012   |
| ------ | ------ | ------ | ------ | ------ | ------ |
| 17 342 | 20 792 | 23 580 | 25 662 | 26 848 | 27 307 |

### Démographie depuis 2015
En 2022, le canton comptait 65 368 habitants, en évolution de +6,39 % par rapport à 2016 (Seine-et-Marne : +3,92 %, France hors Mayotte : +2,11 %).
| 2013   | 2018   | 2022   |
| ------ | ------ | ------ |
| 58 912 | 62 827 | 65 368 |